# Краљица новчића (тарот карта)
Краљица новчића је карта која се користи у картама латинске боје (италијански, шпански и тарот шпилови ). То је краљица из одела новчића. У тароту, то је део онога што читаоци тарот карата називају „Мала Аркана“.
Тарот карте се користе широм Европе за играње тарот карташких игара.
У земљама енглеског говорног подручја, где су игре углавном непознате, тарот карте су се почеле користити првенствено у сврхе прорицања.
Такође позната као краљица пентакла.

## Употреба прорицања
Усправна Краљица пентакла означава неког приземног, ко преузима одговорност за многе улоге у бризи за своју породицу. Представљајући зрело женско или женствено присуство, прималац усправне Краљице пентакла има централни фокус на бригу о деци и добробит. Међутим, краљицу пентакла не треба сматрати као само домаћицу. Она има способност да спроводи ефикасне пословне стратегије под уским временским ограничењима. Краљица пентакла ради своју магију у позадини, док не говори о својим достигнућима. На крају, она жели једноставан и минималистички начин живота - воли да буде прорачуната, пажљива и будна.
Преокренута Краљица пентакла може постати невезана за стварност, остављајући је потпуно егоцентричном. Неке од њених особина укључују себичност и љубомору када други покажу већи успех. За фиоку за карте, краљица пентакла указује на погрешне приоритете и одвраћање пажње од дугорочних циљева. Ова карта такође указује да су они који се брину о посматрачима спремни да буду независни и одговорни за своје животе. Посматрач је дошао до тачке на којој су њихови вољени довољно јаки да сами доносе одлуке. Да би се вратила у своје усправно стање, краљица пентакла треба поново да се приземљи.